# 米卡·约翰逊
米卡·约翰逊（英文名：Mika Johnson，1975年7月10日—），是一位美国作家、电影导演、摄影师。他的艺术创作媒介主要包括虚拟现实技术（virtual reality）、摄影、电影等。

## 个人背景
米卡出生于美国加利福尼亚州的圣地亚哥市，并在2000年毕业于美国著名文理学院欧柏林学院。

## 主要作品
米卡的作品大多为纪录片和故事片。
2018年执导虚拟现实作品《VR变形记》（Metamorphosis VR）。这个作品改编自弗兰兹·卡夫卡的著名小说《变形记》，由歌德学院布拉格出品。同年，米卡导演了四部虚拟纪录短片，由卡夫卡的传记作者莱纳·史塔赫(Reiner Stach)参演。
2017年执导纪录片《永存的教授》（Forever Professor）。此片记述了一位拥有全世界最大的发声闹钟收藏的美国大学教授马克·麦金利（Mark McKinley）。
2011至2013年执导《捉住那只美国人》（The Amerikans），一部表演式系列纪录片。此系列共15集，每集为3到5分钟的短片。系列视频在中国优酷视频网站上线后反响热烈。

## 音乐录影带
米卡导演过多部音乐录影带，其中包括捷克芬兰裔歌手Sonja Vectomov的歌曲《Two in One》。此短片由著名的首席芭蕾舞者Jana Andrsová参演。